# Koszai járás

A Koszai járás a Permi határterületen

A Koszai járás (oroszul Косинский район) Oroszország egyik járása a Permi határterületen. Székhelye Kosza.

## Népesség
- 2002-ben 8 541 lakosa volt, melynek 74%-a komi-permják, 23%-a orosz nemzetiségű.
- 2010-ben 7 246 lakosa volt, melyből 4 711 komi, 2 348 orosz stb.